# Melanoplus magdalenae
Melanoplus magdalenae är en insektsart som beskrevs av Morgan Hebard 1935. Melanoplus magdalenae ingår i släktet Melanoplus och familjen gräshoppor. Inga underarter finns listade i Catalogue of Life.